# مدرج قرجيطة
مدرج قرجيطة (بالإسبانية: Coliseum da Coruña)‏ هو ملعب يستخدم لإقامة الحفلات الموسيقية والعروض. المدرج يتسع ل11,000 شخص، صممه المهندس الياباني أراتا إيسوزاكي، وقد بني سنة 1990 وتم افتتاحه بتاريخ 12 أغسطس عام 1991، أحياناً يستعمل لأجل مسابقات التزلج على الجليد أو مصارعة الثيران.
قام المدرج باستضافة كأس ملك إسبانيا لكرة السلة سنة 1993 و2016.